# Pavel Eckstein
Pavel Eckstein (27. dubna 1911, Opava – 20. července 2000, Třebotov) byl český muzikolog, hudební kritik a dramaturg. Byl dramaturgem festivalu Pražské jaro a opery Národního divadla. Je autorem řady hudebních kritik a studií a několika rozhlasových pořadů.

## Život
Vystudoval gymnázium v Opavě v roce 1930. Jeden rok pak bezplatně pracoval v Slezském divadle v Opavě. Poté vystudoval práva na Právnické fakultě Univerzity Karlovy. Studium zakončil v roce 1935 titulem JUDr.
Během druhé světové války byl od října 1941 do 19. ledna 1945 vězněn v lodžském ghettu.
Po válce pracoval nejprve jako úředník. V letech 1948–1952 byl tajemníkem hudebního festivalu Pražské jaro. Potom pracoval v různých hudebních institucích (viz Syndikát československých skladatelů, Svaz československých skladatelů, koncertní jednatelství Hudební a artistické ústředny). Dále působil jako dramaturg v Národním divadle a v Státní opeře Praha.
Přispíval do hudebních časopisů, např. Hudební rozhledy a do odborných publikací.

## Spisy
- A brief outline of Czechoslovak opera, Praha : Divadelní ústav, 1964, 115 s.
- Národní divadlo v Edinburghu 1964 : Sborník kritik a recenzí z festivalových vystoupení, jeden z autorů, Praha : Divadelní ústav, 1966
- Leoš Janáček a Národní divadlo, archivní spolupráce: Zdenka Tomanová, Praha : Národní divadlo, 1978, 36 s.
- Na cestách ke Státní opeře Praha (1888–2005), jeden z kolektivu autorů, Praha : Státní opera Praha, 2005, 22 s., ISBN 80-254-3607-1
- Životní náhody dr. Pavla Ecksteina, k vydání připravila Jana Vašatová, Praha : Radioservis, 2002, 109 s., ISBN 80-86212-22-X

## Rozhlasové nahrávky
- Pavel Eckstein vypráví obsah jednotlivých částí Prstenu Nibelungova [online].  Praha: Český rozhlas, 2000 [cit. 2013-08-24]. Dostupné online.